# Urjupinsk
Urjupinsk (rusky Урю́пинск) je město ve Volgogradské oblasti v Ruské federaci. Při sčítání lidu v roce 2010 měl přes jednačtyřicet tisíc obyvatel.

## Poloha a doprava
Urjupinsk leží na levém, východním břehu Chopjoru, levého přítoku Donu. Od Volgogradu, správního střediska oblasti, je vzdálen přibližně 340 kilometrů severozápadně, přičemž leží při severozápadním okraji Volgogradské oblasti. Nejbližší větší město je Borisoglebsk ve Voroněžské oblasti přibližně padesát kilometrů severně.
Na jihozápad z města vede silnice směrem na Kalač, na severovýchod silnice do Novonikolajevského.

## Dějiny
Datum prvního osídlení není známo. Někteří dějepisci předpokládají jeho založení v 15. století na jižní hranici Rjazaňského knížectví, jiní založení až počátkem 17. století Donskými kozáky. V následujících stoletích se až do začátku dvacátého století jednalo o kozáckou stanici zvanou Urjupinskaja.
K povýšení na město a přejmenování na Urjupinsk došlo v roce 1929.
Za druhé světové války zde byl zajatecký tábor pro příslušníky německé armády.

### Rodáci
- Sergej Matvejevič Štemenko (1907–1976), sovětský generál